# 新神戸電機
新神戸電機株式会社（しんこうべでんき、英: Shin-kobe Electric Machinery Co., Ltd.）は、かつて存在した日立グループの企業。東京都中央区に本社を置いていた。
2016年1月1日に親会社の日立化成（現・レゾナック）に吸収合併され解散した。
後に新神戸電機株式会社の事業はエナジーウィズ株式会社として継続されている。

## 概要
当社事業は創業事業である自動車、産業用などの鉛蓄電池や産業用リチウムイオン電池、リチウムイオンキャパシタ、コンデンサ製品などで構成される蓄電デバイス事業、蓄電デバイス事業の応用製品である電源機器、乗用ゴルフカート関連事業、合成樹脂製品事業などで構成されていた。同社の合成樹脂製品事業は創業初期の天然樹脂製品事業を祖としており、現在は自動車向け高強度樹脂ギヤ、ハイブリッド自動車向け複合電装成形品IPMハウジングなどの成形品や電子機器用プリント基板材料などに発展した。
同社製品は「コウベ」（KOBE）ブランドと「日立」（HITACHI）ブランドなどで販売されていた。
同社は社名に「日立」を冠していないため、市場に流通しているHITACHIブランドのカーバッテリーなどは日立へのOEM供給品と誤解されるケースが多いが、これはOEM供給品ではなく同社がブランドを使い分けて販売している物である。

## 沿革
- 1916年（大正5年）
  - 月日不明 - 日本燐寸社長直木政之介の子息直木三郎と実弟の柴田楠三により大阪市北区牛丸町に鉛蓄電池の事業化検討のため、柴田蓄電池研究所が設立される。（直木三郎は神戸電機の創始者とされる。）
  - 12月 - 日本蓄電池製造株式会社が設立。蓄電池の製造、販売開始。
- 1917年（大正6年）5月29日 - 神戸市楠町6丁目236番屋敷に株式会社神戸電機製作所が設立される。（初代社長は小曽根貞松、専務・直木三郎、柴田楠三）
- 1918年（大正7年）7月 - 神戸電機製作所が浦江工場を建設。
- 1930年（昭和5年）5月 - 神戸電機製作所が浦江工場でフェノール樹脂製品の製造開始。
- 1940年（昭和15年）
  - 1月 - 日本蓄電池製造が東京に隅田工場を建設。
  - 5月 - 神戸電機製作所が尼崎工場を建設。
- 1941年（昭和16年）5月 - 神戸電機製作所が石産自動車工業、石産製作所、大久鉄工所、日東機械を合併し、石産精工株式会社に社名変更、機械工業部、化学工業部を設置。
- 1942年（昭和17年）4月 - 神戸電機製作所が大阪電池工場（後の守口工場）を建設。
- 1943年（昭和18年）
  - 6月 - 日本蓄電池製造が静岡に沼津工場を建設。
  - 7月 - 化学工業部門（蓄電池・電気機器・合成樹脂）を石産精工株式会社より分離、神戸電機株式会社設立。（本店:大阪市）
- 1945年（昭和20年） - 空襲により日本蓄電池製造の3工場（大森・隅田・沼津）焼失。
- 1946年（昭和21年）5月 - 日本蓄電池製造が東京荒川に本店移転。東京工場建設。
- 1949年（昭和24年）5月 - 神戸電機が大阪証券取引所に上場。
- 1961年（昭和36年）10月 - 日本蓄電池製造が東京・大阪証券取引所市場第二部に上場。
- 1962年（昭和37年） - 日本蓄電池製造が埼玉工場を、神戸電機が彦根工場を建設。
- 1966年（昭和41年）12月 - 日立化成工業（現・日立化成）が神戸電機へ資本参加。
- 1969年（昭和44年）4月 - 日本蓄電池製造、神戸電機が合併し新神戸電機株式会社となる。
- 1972年（昭和47年）8月 - 新神戸電機が東京・大阪両証券取引所市場第一部に昇格。
- 1982年（昭和57年）4月 - 名張工場を建設する。
- 1996年（平成8年）6月 - 本店を東京都中央区日本橋本町に移転。
- 2000年（平成12年）3月29日 - 世界初となるハイブリッド自動車用リチウムイオン電池を発表。
- 2003年（平成15年）
  - 8月 - 阪神タイガースバッテリーを発売。
  - 12月 - 松下電池工業（現・パナソニック株式会社 エナジー社）と新神戸電機が鉛蓄電池事業分野の業務提携で合意。
- 2004年（平成16年）
  - 2月 - 世界初となるリチウムイオン電池搭載乗用ゴルフカートを発表。
  - 6月 - リチウムイオン蓄電池の設計、製造を新たに設立した日立ビークルエナジーに移管。
- 2005年（平成17年）10月 - 本店を東京都中央区明石町に移転。
- 2009年（平成21年）
  - 7月28日 - 日立エーアイシーのコンデンサ事業の移管に関する基本合意。
  - 10月1日 - 日立エーアイシーがアルミ電解コンデンサ、蒸着製品事業を子会社の新町コンデンサに譲渡。
  - 10月1日 - 日立エーアイシー（現・昭和電工マテリアルズ・エレクトロニクス）子会社の新町コンデンサ（現・日立エーアイシー）の全株式を譲り受け、完全子会社とする。
  - 10月1日 - 日立エーアイシーが日立化成エレクトロニクスに社名変更。新町コンデンサが日立エーアイシーに社名変更。
- 2010年（平成22年）
  - 3月3日 - NTTファシリティーズ、新神戸電機が世界初となる大容量リチウムイオン電池システムを発表。
  - 8月 - Hitachi Storage Battery (Thailand) Co., Ltd.を設立。
- 2011年（平成23年）
  - 10月 - 埼玉事業所、名張事業所、彦根事業所が（社）日本プラントメンテナンス協会　TPMアドバンスト特別賞を受賞。
  - 11月25日 - 日立化成工業が株式公開買付による新神戸電機の完全子会社化を表明。
- 2011年（平成23年）11月25日 - 日立製作所が電池事業の再編及び当社への大容量産業用リチウムイオン電池事業の集約を発表。
- 2012年（平成24年）
  - 3月30日 - 日立化成工業の完全子会社となる。
  - 10月 - 電池関連の研究開発部門を日立化成工業に移管統合。
- 2013年（平成25年）4月 - 営業、事業企画、電池関連以外の研究開発部門を日立化成に移管統合。
- 2016年（平成28年）1月1日 - 日立化成に吸収合併され解散。

## 主要製品
- 二次電池関連
  - 自動車用鉛蓄電池（カーバッテリー）
  - フォークリフト用鉛蓄電池
  - 産業用鉛蓄電池（通信基地局、電力、データセンター用など）
  - 小形シール鉛蓄電池（UPS用など）
  - 産業用リチウムイオン電池

- 電気機器関連
  - 整流器、無停電電源装置など
  - ゴルフカート

- 合成樹脂関連
  - 樹脂成形品
    - 複合電装成形品（ハイブリッド車用IPMハウジングなど）
    - 高強度樹脂ギヤ

  - プリント配線板用銅張積層板、電気絶縁用積層板
  - シート品

- コンデンサ（キャパシタ）関連
  - アルミ電解コンデンサ
  - プラスチックフィルムコンデンサ
  - リチウムイオンキャパシタ

## 事業所
- 本社 - 東京都中央区
- 埼玉事業所 - 埼玉県深谷市
- 名張事業所 - 三重県名張市
- 彦根事業所 - 滋賀県彦根市
- 支店 - 大阪府大阪市、愛知県名古屋市
- 営業所 - 宮城県仙台市、茨城県日立市、福岡県福岡市
  - このほか北海道札幌市、埼玉県深谷市（関東営業所）、広島県広島市（中国営業所）があったが、事業統合に伴い2014年4月1日に日立化成の支店と統合された。
  - 企業名に神戸とあるが、神戸市には現在営業・生産拠点となるものは存在しない。

## 関連会社
- 日立エーアイシー（真岡市）
- エナジーシステムサービスジャパン（荒川区）
- 新神戸プラテックス（枚方市）
- 新神戸テクノサービス（深谷市）
- 日立蓄電池（東莞）有限公司（中華人民共和国広東省東莞市）
- Hitachi Storage Battery (Thailand) （タイ王国チャチュンサオ県）
- 日立ビークルエナジー（ひたちなか市）
- 台湾神戸電池（英語名:CSB BATTERY COMPANY LIMITED）(台湾台北市）

## 関連する人物
- 小曽根貞松 - 神戸電機製作所初代社長。後に阪神電気鉄道社長を務める。阪神タイガース第2代オーナー。
- 中澤良夫 - 神戸電機製作所創業時の顧問。応用化学者。京都帝国大学工学部教授、京都工芸繊維大学長、高野連初代会長を務める。甲子園大会の基盤を築いた功績などにより野球殿堂入り。